# Ціанобактеріальні мати

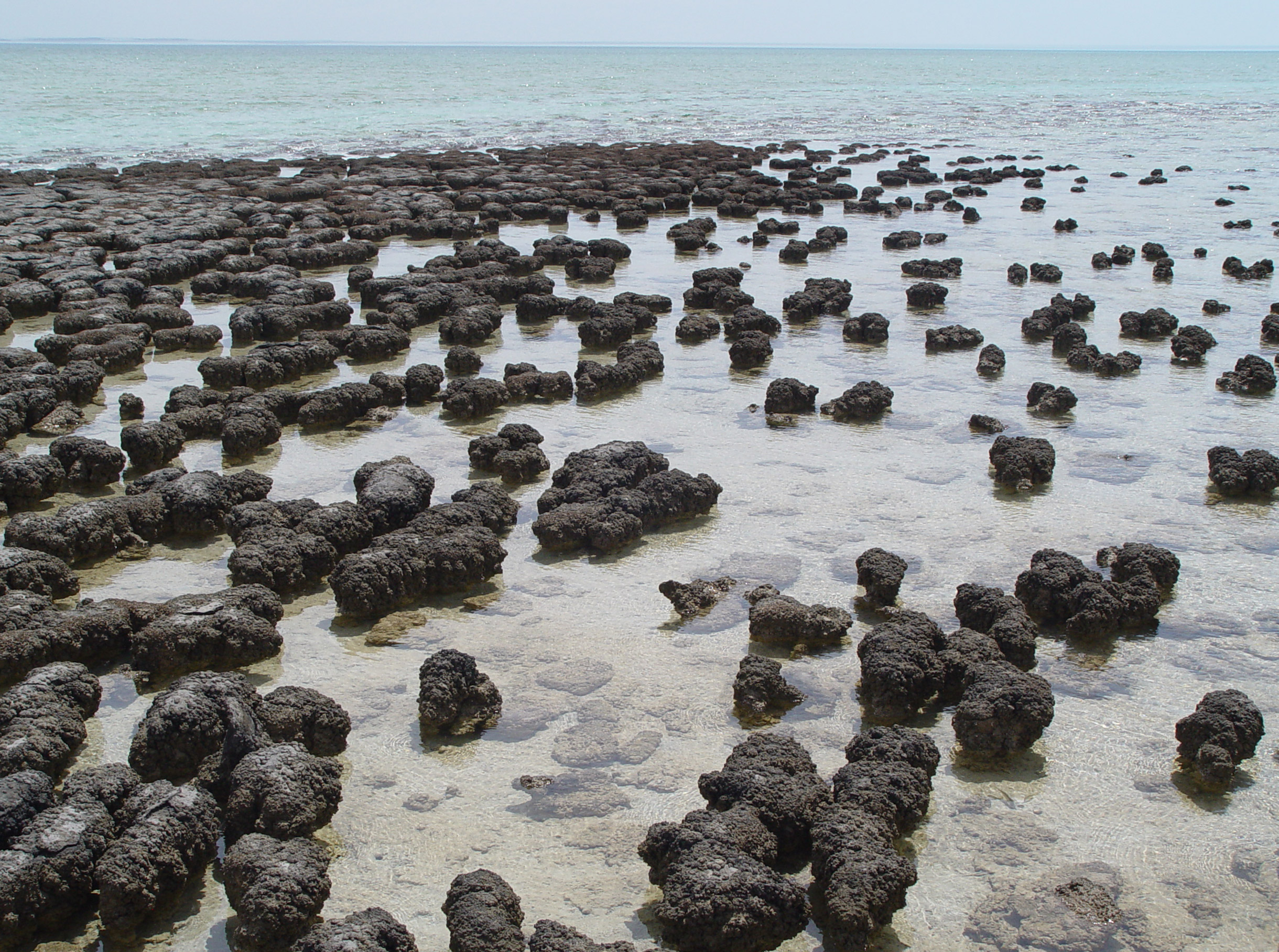
Сучасні строматоліти Західної Австралії в затоці Шарк-Бей (затока Акули) — споруди, утворені в ході накопичення карбонатів ціанобактеріальними матами.

Ціанобактеріальні мати (ціанобактеріальні біоценози) — високоінтегровані прокаріотні співтовариства, найчастіше пов'язані сінтрофічними відносинами, в які входять фотосинтезуючі ціанобактерії, факультативні аероби і анаероби.
Продуктом життєдіяльності ціанобактеріальних матів є строматоліти — карбонатні (частіше вапняні або доломітові) споруди з мінералізованих решток їх нижніх шарів.

## Склад та морфологія
Ціанобактеріальні мати утворюють товсті (від одиниць міліметрів до ~ 2 сантиметрів) шаруваті покриви на субстраті. У найрозвиненіших співтовариствах від поверхні мату до підстилаючого субстрату спостерігається диференціація мікробного складу мату, в якому виділяються кілька функціональних шарів:
- Верхній фотосинтезуючий аеробний шар — поверхня росту, утворена автотрофними фотосинтезуючими ціанобактеріями і аеробними гетеротрофами, що утилізують кисень, що виділяється ціанобактеріями, і органічні сполуки відмерлих мікроорганізмів.
- Проміжний шар, утворений фотосинтезуючими мікроорганізмами — факультативними анаеробами, що використовують світло, що пройшло через вищерозміщений шар, і гетеротрофними факультативними аеробами. У денний час в проміжному шарі може бути присутнім кисень, в нічний час при припиненні фотосинтезу умови стають анаеробними.
- Афотична гетеротрофна анаеробна зона, складена мікроорганізмами, що мінералізують органічні рештки.

Таким чином, розвинені ціанобактеріальні мати являють собою фактично замкнуту екосистему з нульовим балансом: продукція кисню та органічних речовин дорівнює їх споживанню. Фотосинтезуючі бактерії проміжного шару містять фотосинтезуючі пігменти, що мають максимум поглинання світла в спектральних областях, відмінних від максимуму поглинання ціанобактеріального хлорофілу. Така відмінність дозволяє їм більш ефективно використовувати світло, що пройшло через верхній шар. При зміні спектру освітленості («почервоніння» вранці і ввечері) в маті відбуваються впорядковані вертикальні міграції бактерій з різними типами пігментів.

## Поширеність
Ціанобактеріальні мати, судячи з палеонтологічних даних, були першими складно організованими екосистемами на Землі, що з'явилися в археї.
В даний час ціанобактеріальні мати займають екстремальні екологічні ніші, в яких відсутня або слабка конкуренція з боку більш розвинених форм життя. Вони здатні існувати в найширшому діапазоні температур і соленостей, і поширені від приполярних (психрофільні ціанобактеріальні мати Антарктики) до приекваторіальних областей (строматоліти солоних озер і лагун Австралії) і гідротермальних джерел.

## Роль ціанобактеріальних матів в породо- та рудоутворенні
Строматоліти є продуктом діяльності ціанобактеріальних матів. Протягом усього архею і протерозою вони були наймасовішими з порід безперечно біогенного походження, і, таким чином, є одним з найдавніших свідчень існування та поширеності життя на Землі.

## Ресурси Інтернету
- Michael Kuhl, Tom Fenchel. Growth, structure and calcification potential of an artificial cyanobacterial mat // Krumbein, W.E., Paterson D., and Zavarzin G. (eds.). Fossil and recent biofilms, a natural history of life on Earth. Kluwer Acad. Publ., Dordrecht. — Р. 77-102. [Архівовано 17 квітня 2007 у Wayback Machine.]
- Г. А. Заварзин. Развитие микробных сообществ в истории Земли // Проблемы доантропогенной эволюции биосферы. — М.: Наука, 1993. — С. 212—222

## Виноски
1. ↑   Наприклад, строматоліти затоки Шарк.
2. ↑  Stanley Steven M. Earth System History. — New York: W.H. Freeman and Company, 1999. — ISBN 0-7167-2882-6